# Mendidius berbericus
Mendidius berbericus är en skalbaggsart som beskrevs av Vladimir Balthasar 1941. Mendidius berbericus ingår i släktet Mendidius och familjen Aphodiidae. Inga underarter finns listade i Catalogue of Life.